# Anthus pratensis
El bisbita pratense o bisbita común (Anthus pratensis) es una especie de ave paseriforme de la familia Motacillidae propia de Eurasia occidental, Groenlandia y el norte de África. Tiene las partes superiores parda veteadas y las inferiores blancas con moteado oscuro en el pecho y flancos.

## Distribución y hábitat

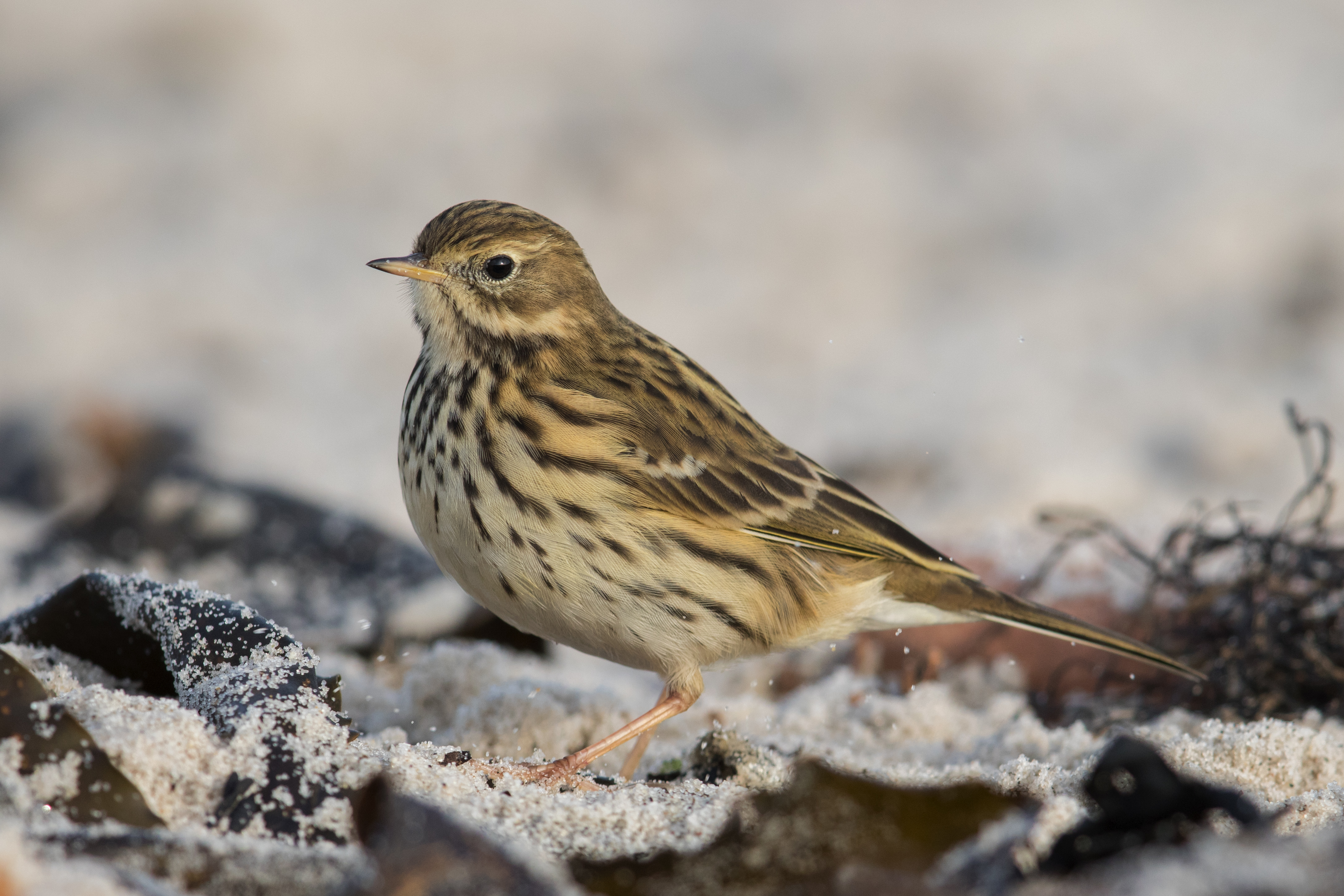
Bisbita pratense en Heligoland, Alemania.

Su distribución es paleártica, habitando en terrenos abiertos, prados, cultivos y tundras.
Es migratoria, nidifica en la mitad norte de Europa, el noroeste de Asia y el sureste de Groenlandia, y pasa el invierno en el sur de Europa, norte de África y suroeste de Asia. Es sedentario en Holanda, Reino Unido y Francia.
En España es abundante en invierno en todas las regiones, con una posible pequeña población nidificante en Asturias y León.

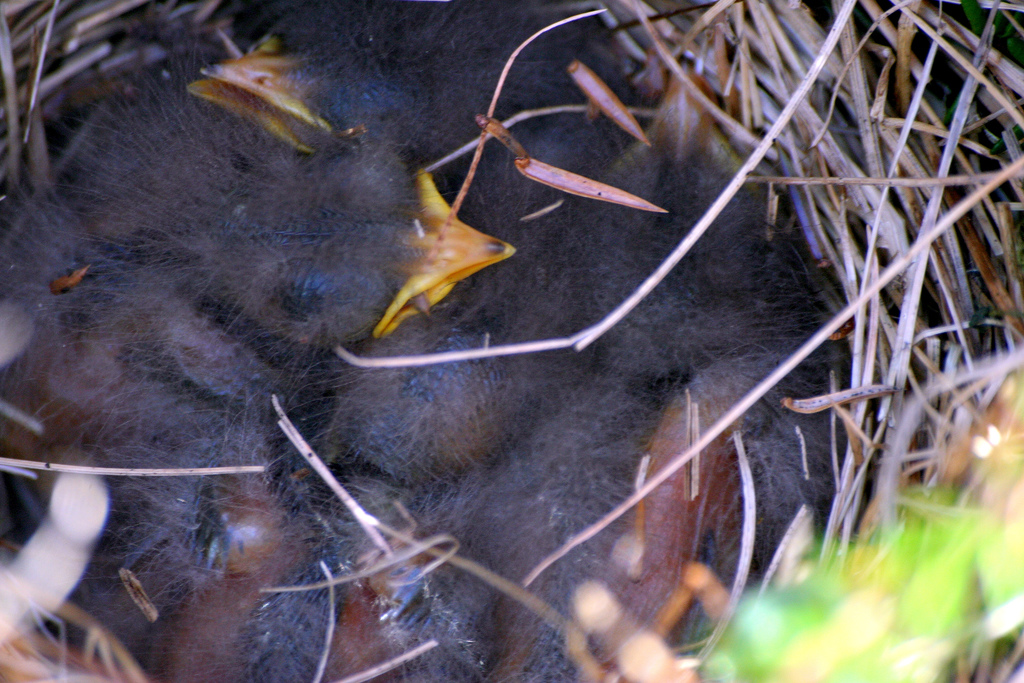
Nido de bisbita pratense.

## Reproducción

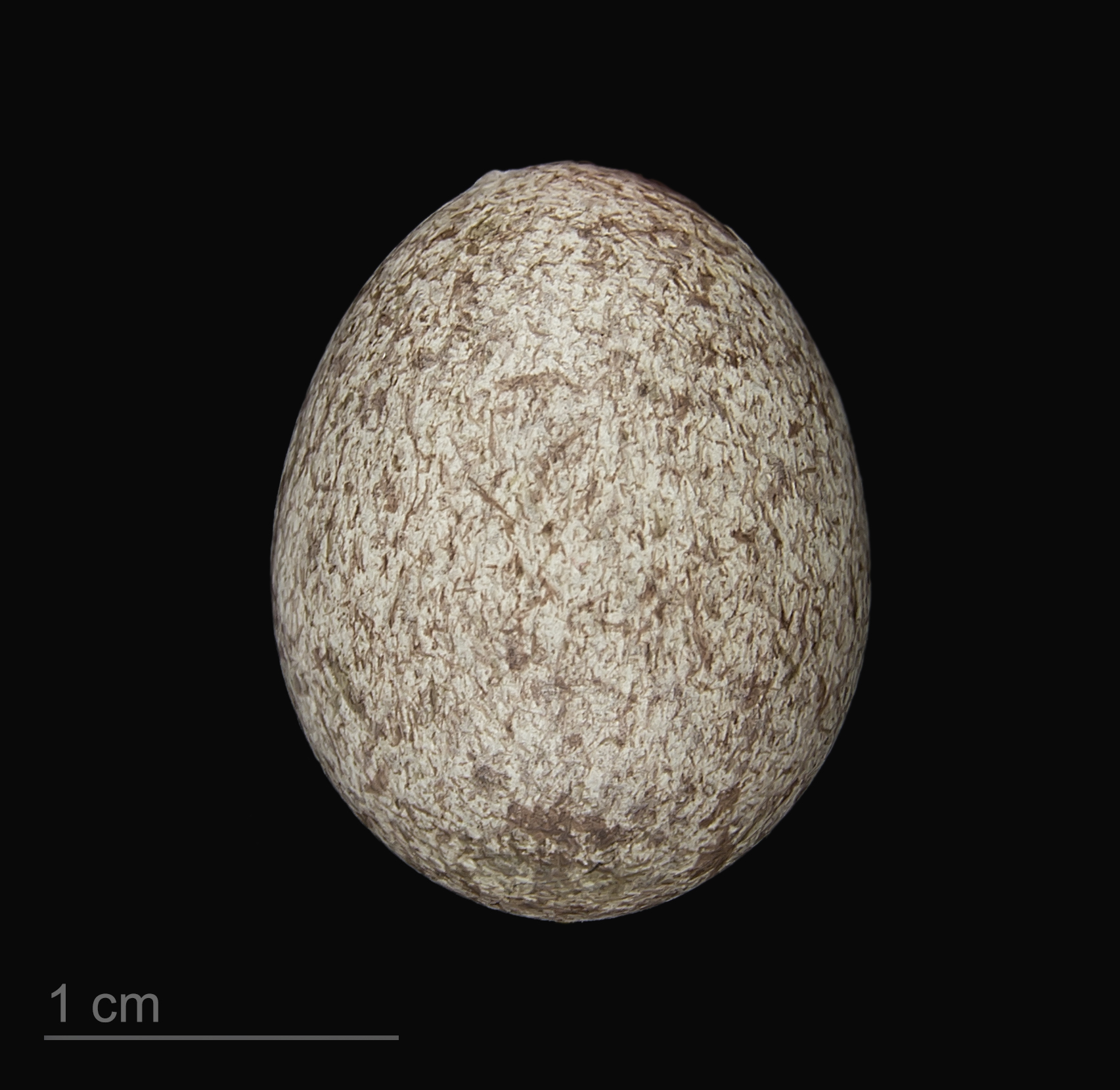
Huevo de Anthus pratensis - MHNT

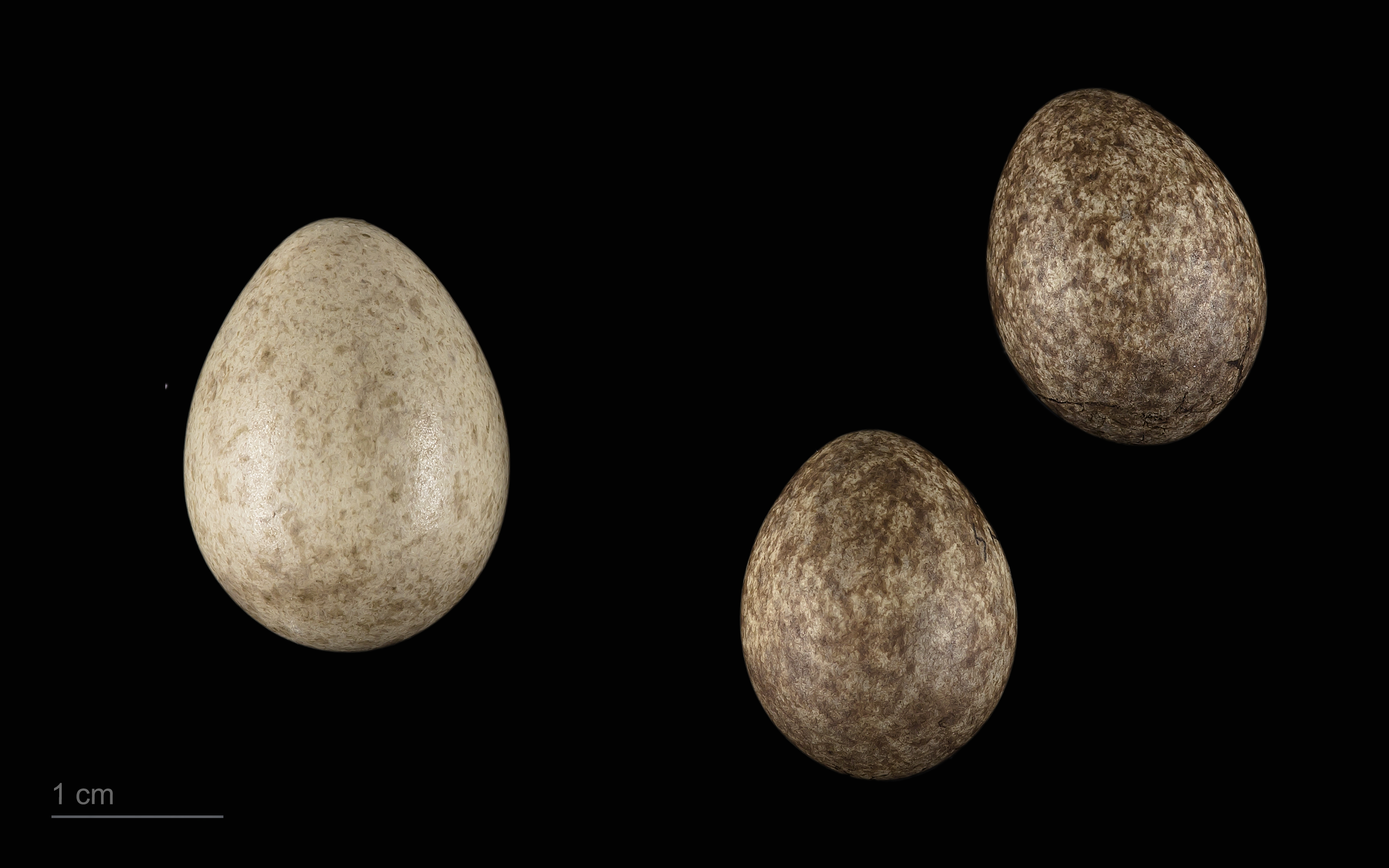
Cuculus canorus canorus en un nido de Anthus pratensis - MHNT

El periodo de cría tiene lugar de marzo a agosto, con una o dos puestas de cuatro a seis huevos.

## Subespecies
El bisbita pratense tiene dos subespecies:
- Anthus pratensis pratensis Linnaeus, 1758
- Anthus pratensis whistleri Clancey, 1942